# مقاطعة بوتنام (فلوريدا)
مقاطعة بوتنام هي مقاطعة في فلوريدا، بلغ عدد سكانها 74٬364  نسمة، في 2010، عاصمتها بالاتكا، تبلغ مساحتها 2٬142 كيلومتر مربع.

## الموقع
تشترك في الحدود مع:
- مقاطعة كلاي
- مقاطعة ماريون، فلوريدا
- مقاطعة ألاتشوا
- مقاطعة فولوسيا
- مقاطعة سانت جونز
- مقاطعة فلاجلر (فلوريدا)
- مقاطعة برادفورد ، فلوريدا.

## التقسيمات الإدارية
- بالاتكا.